# Carex yamatsutana
Carex yamatsutana är en halvgräsart som beskrevs av Jisaburo Ohwi. Carex yamatsutana ingår i släktet starrar, och familjen halvgräs. Inga underarter finns listade i Catalogue of Life.